# 高安犬
高安犬（こうやすいぬ）は、山形県東置賜郡高畠町の高安地区でかつて飼われていた日本犬の一種。
高畠町にある神社「犬の宮」の境内に鎮座する狛犬石像でも確認できるように、高安犬は犬張子を思わせる体型である。優秀なマタギ犬として熊などの獣猟や五目猟に使われていたが、昭和初期に絶滅した。

## 概要
高安地区を中心として古くから飼育されてきた犬種である。高安犬という名前は動物愛護協会理事長で日本犬保存会を創立した斎藤弘吉が1928年（昭和3年）に高安地区を訪れた際に命名された。高安犬の起原は甲斐犬にあるといわれている。犬の宮の伝説によれば、和銅年間（708年 - 718年）に甲斐の国から連れてこられた三毛犬や四毛犬が、村人たちを困らせていた化け大狢（おおむじな）を退治したという。
日本犬には北方系と南方系が存在しているが、高安犬には北方系の北海道犬（アイヌ犬）と南方系の紀州犬の双方に共通する特徴を持っている。かつてアイヌとの接点があったことから北方系と南方系が混血したことにより生まれたと論じれる。
日本犬としては秋田犬に次いで大柄な犬種であった。地域で闘犬が流行った際には秋田犬とよく戦わされ、喧嘩には非常に強い犬であった。また、怜悧な猟犬でもあった。この地方での番犬は敏捷で俊敏な高安犬でなければならないとされ、洋犬では番犬にはならないとよく言われた。新潟や福島などの人が良く購入しており、新潟方面に出かけるときは必ず仔犬を背負って、魚類や燈油と交換された。
しかしながら洋犬の流行によって徐々に顧みられなくなっていった。また、高安犬の毛皮が高値で売れたことから専門の犬殺業者によって僅か2・3年ほどで壊滅状態に陥った。これ以外にも闘犬の禁止の影響も非常に大きかった。1934年時点で一部の猟師などの元に56頭ほど残っている程度であった。
戸川幸夫の小説『高安犬物語』は、高安犬の最後の1頭とされた「チン」の姿を描いた作品である。戸川は旧制山形高等学校在学中、チンについて知ったという。戸川らはチンを種犬として仔犬を作出しようとしたが、それに見合う牝犬は見つからずにチンは亡くなった。姿だけでも残そうと剥製化を試みたものの、剥製師の技量が悪く失敗した。高安犬物語によって高安犬の存在は世に広まり、直木三十五賞を受賞した際には戸川の元には友人や愛犬家の問い合わせが殺到したという。
戸川の調査によれば、純血種に近い犬が7・8頭ほど残っていたそうである。

## 特徴
- 体格：筋肉質で引き締まった体つき。犬張子のごとく厚い胸。
- 毛：虎毛が多くを占めていたが、茶胡麻もいた[4]。また、チンの毛色は白毛であった[8]。
- 用途：猟犬、番犬[7]。
- 性格：忠実でよく人を選び、気に入った人にのみ懐く。
- サイズ：準大型犬[4]。

## 三毛犬・四毛犬について
高安犬の先祖となった三毛犬・四毛犬とは、既出の通り大狢を退治するために甲斐の国から取り寄せた甲斐犬とされる。
かつての甲斐犬は能力を重視して繁殖されていたことから毛色が統一されておらず、虎毛以外の毛色を持つ犬も多く存在していた。昔の甲斐犬の毛色は黒虎、赤虎、中虎以外にも三毛（みけ：白地に虎）、四毛（しけ=白地に虎に別の色の斑の入ったもの）という2パターンの混色や白、柴の毛色のものがいた。このころは毛色が虎毛のものを甲斐虎犬（かいとらいぬ）と呼び、他の毛色のものと区別されていた。しかし、戦後に犬種保存のためにスタンダード（犬種基準）が設定されると、三毛や四毛のものは排除されるようになり、姿を消してしまった。